# Back to Love
Albums de Hed Kandi
Winter Chill
(1999) Disco Kandi
(2000)
Back to Love est un album compilation de Hed Kandi sorti en 1999.

## Liste des morceaux
| 1.  | Saturday Night Sunday Morning (T-Empo Mix)      | T-Empo                            | Vocals Loretta Johnson                | 8:09 |
| 2.  | Shine On (Original 12")                         | Degrees Of Motion                 | Featuring Biti                        | 7:09 |
| 3.  | Got A Love For You (Hurley's House Mix)         | Jomanda                           | Remix Steve 'Silk' Hurley             | 7:35 |
| 4.  | Space Cowboy (Morales Classic Club Mix)         | Jamiroquai                        | Remix David Morales                   | 7:51 |
| 5.  | Where Love Lives (Come On In) (12" Classic Mix) | Alison Limerick                   | Remix David Morales, Frankie Knuckles | 6:53 |
| 6.  | Reachin' (Latin Workout Mix)                    | Phase II                          |                                       | 6:38 |
| 7.  | Tears (Classic Vocal)                           | Frankie Knuckles & Satoshi Tomiie | Vocals Robert Owens                   | 6:47 |
| 8.  | That's The Way Love Is (Deep House Mix)         | Ten City                          | Mixed By Steve 'Silk' Hurley          | 6:46 |
| 9.  | Right Before My Eyes (House Vocal Mix)          | Patti Day                         |                                       | 4:49 |
| 10. | Promised Land (Original Mix)                    | Joe Smooth                        |                                       | 5:09 |
| 11. | Back To Love (Graeme Park Remix)                | The Brand New Heavies             | Remix Graeme Park                     | 7:33 |

| 1.  | Sunshine On A Rainy Day (Original 12" Version)                      | Zoe                           |                               | 6:19 |
| 2.  | Ghetto Heaven (Original Soul II Soul 12" Remix W)                   | The Family Stand              | Featuring Jazzie B            | 4:54 |
| 3.  | The Masterplan (Extended Version)                                   | Diana Brown & Barrie K Sharpe |                               | 6:51 |
| 4.  | Apparently Nothin' (Original 12" Mix)                               | Young Disciples               |                               | 4:37 |
| 5.  | Got To Have Your Love (12" Club With Bonus Beats)                   | Mantronix                     |                               | 8:22 |
| 6.  | Let The Beat Hit 'Em (Brand New Super Pumped Up C+C Vocal Club Mix) | Lisa Lisa and Cult Jam        | Remix C+C Music Factory       | 7:34 |
| 7.  | Musical Freedom (12" Mix)                                           | Paul Simpson                  | Featuring Adeva, Carmen Marie | 6:21 |
| 8.  | Ain't Nobody (Original Version)                                     | Rufus et Chaka Khan           |                               | 4:41 |
| 9.  | Going Back To My Roots (Original Version)                           | Richie Havens                 |                               | 5:03 |
| 10. | All This Love That I'm Giving (Original Version)                    | Gwen McCrae                   |                               | 3:56 |
| 11. | Optimistic (Album Version)                                          | Sounds Of Blackness           |                               | 5:22 |